# Герб Острозького району
Герб Остро́зького райо́ну — офіційний символ Острозького району Рівненської області, затверджений рішенням Острозької районної ради від 30 червня 2006 року № 13 «Про герб, прапор і Положення про зміст, опис та порядок використання символіки Острозького району».

## Опис
На червоному полі прямокутного з загостренням у низу щита — срібний (лапчастий) Волинський хрест. На хресті — зображення основного, частково видозміненого гербового знаку князів Острозьких («Огончик» із зіркою та підковою знизу), виконаного в золоті.
Великий герб Острозького району: на червоному полі прямокутного з загостренням унизу щита, срібний (лапчастий) Волинський хрест. На хресті — зображення основного, частково видозміненого гербового знаку гербового знаку князів Острозьких («Огончик» з зіркою та підковою знизу), виконаного в золоті. Над щитом державний герб — Тризуб. Навколо щита прикраси у вигляді листя аканта та колосся.